# Margaret Farrar

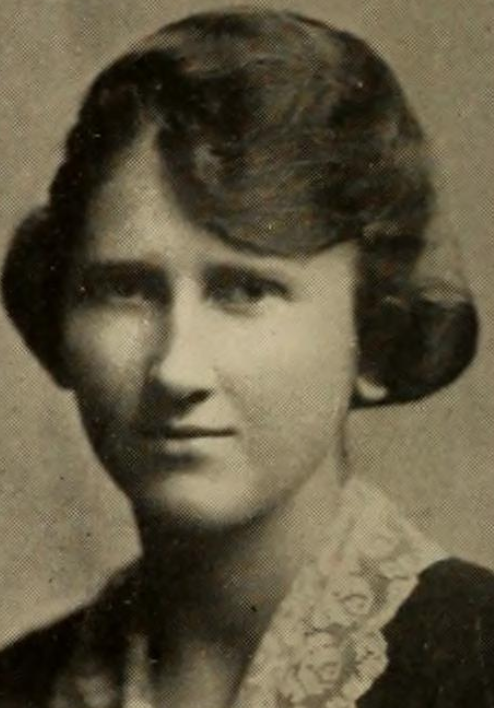
Margaret Farrar

Margaret Farrar (New York, 23 maart 1897 - aldaar, 11 juni 1984) was een Amerikaanse journalist en de eerste kruiswoordpuzzelredacteur van The New York Times van 1942-1968. 
Stanley Newman beschreef haar als een "kruiswoordraadselgenie", en gaf haar de eer als bedenker van "vele, zo niet de meeste" van de regels die voor het ontwerpen van moderne kruiswoordraadsel gelden.
Haar carrière in de kruiswoordpuzzels begon in 1920 bij New York World; hoewel ze was aangenomen als secretaresse van de uitgever, werd haar gevraagd om kruiswoordraadseluitvinder Arthur Wynne te helpen bij het controleren van de puzzels voorafgaand aan publicatie. Haar puzzels werden al snel populairder dan die van Wynne.
In 1924 werd zij aangenomen door Richard L. Simon en Max Schuster als een van de drie makers van het eerste kruiswoordpuzzelboek. Het boek dat uitgegeven werd door Simon & Schuster werd een succes. Op het moment dat Farrar in 1984 overleed, werkte ze op aan het 134e deel in de serie.

## Persoonlijk leven
Ze woonde haar leven lang in New York en studeerde aan het Berkeley Instituut in Brooklyn. In 1919 promoveerde zij aan het Smith College. In 1926 trouwde ze met John C. Farrar, een van de medeoprichters van Farrar & Rinehart en Farrar, Straus and Giroux.